# Judyta Czyż
Judyta Czyż (ur. 1988) – polska szybowniczka.

## Życiorys
Startuje w barwach Aeroklubu Bielsko-Bialskiego od 2004 roku. Studiowała na Wydziale Lotniczym Politechniki Warszawskiej. W 2010 roku jako juniorka wygrała Międzynarodowe Mistrzostwa Kobiet 4 Narodów. W 2012 podczas XX Międzynarodowych Szybowcowych Mistrzostw Polski Kobiet zajęła 2 miejsce w klasie15m. W 2014 roku podczas zawodów w Michałkowie k. Ostrowa Wielkopolskiego podczas Mistrzostw Polski Kobiet w klasie klub A zajęła 2 miejsce zdobywając srebrny medal, a w 2016 roku podczas XXII szybowcowych Mistrzostw Polski w tej samej miejscowości zdobyła złoty medal. W 2017 roku podczas Szybowcowych Mistrzostwach Świata w Zbraslavicach w klasie standard zajęła 5 miejsce. W 2009 roku została powołana do narodowej kadry juniorów. Należy do kadry narodowej.